# Yungas
För artikeln om världens farligaste väg, se Yungasvägen.

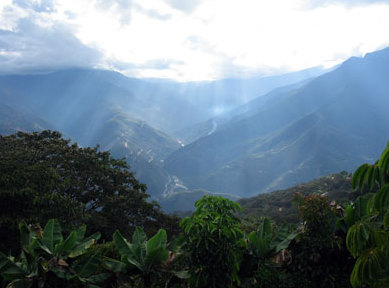
Yungas nära La Paz

Yungas är en växtzon och region vid den östra foten av Anderna, huvudsakligen i Bolivia. Liksom de omgivande områdena kännetecknas den av den neotropiska regionen. Den är regnig, fuktig och varm. Det afro-bolivianska samhället är koncentrerat i området liksom sätet för det politiska partiet Yungas Cocalera Revolution. Viktiga odlingar är kaffe, citrus och koka.

## Ekoregioner
Världsnaturfonden har beskrivit tre olika ekoregioner i Yungas längs den östra sidan av Anderna. Samtliga tre ekoregioner är övergångszoner mellan Andernas högland och de östra skogsområdena. Yungasskogarna är mycket diversifierade, från fuktig låglandskog till städsegröna skogar upp till trädgränsen samt molnskogar. Terrängen är extremt ojämn och varierande vilket bidrar till den ekologiska mångfalden och rikedomen. Ett komplext djurliv med många olika arter skiftar beroende på latitud och höjd. Den biologiska mångfalden är liksom endemismen, stor genom alla Yungasregioner. De södra Andernas Yungas innefattar vad som kan vara de sista städsegröna skogarna som finns kvar sedan kvartär.

## Peruanska Yungas
Den nordligaste regionen kallas Peruanska Yungas. Den ligger helt i Peru och sträcker sig längs hela landet.

### Flora och fauna
Yungas består av dalar, vattenfyllda diken och åar där människorna odlar frukter som canistel, lucomo, cherimoya, guava och avokado. Citrusodlingar är också vanliga liksom sockerrör.
Floran i Yungasregionen består till största delen av pepparträd ur schinusfamiljen, vit cabuya bland agaveväxterna, pitaya och den peruanska kaktusen Echinopsis peruviana.  Kokabladet odlas i regionen liksom kattklo (Uncaria tomentosa). I regionen finns många orkidéskogar.
Faunan i Yungasregionen karaktäriseras i huvudsak av två fåglar; Chaucato (eller den långsvansade härmfågeln, Mimus longicaudatus) och taurigaray.
Regionen delas in i de två subregionerna havsyungas och flodyungas.
Havsyungas ligger mellan 500 och 2 300 meter över havet mellan östra delen av kuslinjen och de västra delarna av höglandet. Denna subregion har ett subtropiskt ökenklimat med lite regn längs den mellersta och södra kusten (mindre regn längre söderut). Dagsmedeltemperaturen är 21 grader Celsius med den högsta temperaturen på 33 grader och den lägsta på 8 grader. 
Floran i havsyungasregionen består till största delen av lucumaträd, chirimoyaträd och casuarinträd. 
Längre norrut, i departementen La Libertad, Lambayeque och Piura är klimatet subtropiskt. Dagsmedeltemperaturerna ligger mellan 21 och 25 grader beroende på latituden(max 40 °C och som lägst 15 °C). 
Eftersom området är tropiskt skiljer sig faunan från det övriga kustområdet. I området finns sengångare, små tigrar, boaormar, större kräldjur och det berömda vitvingade hockohönset som är unik för den peruanska ekoregionen. Vanliga träd i området är faique, zapote, zapayal, barrigon och andra taggiga savannträd i de ekvatoriella torra skogsområdena vid de norra kusterna i Piura och Tumbes.
Flodyungas, som ligger mellan 1 000 och 2 300 meter över havet ligger i östra Peru. Denna subregion har ett subtropiskt klimat med periodvis omfattande nerderbörd. Medeltemperaturen varierar mellan 20 och 25 grader beroende på altituden (max 35 °C och som lägst 11 °C).

## Bolivianska Yungas
Bolivianska Yungas ligger längre söderut till största delen i Bolivia, men med en del av södra Peru. Floden Inambari utgör gränsen mellan de båda yungasområdena som har stora ekologiska skillnader norr och söder om floden.

## Södra Andernas Yungas
De södra Andernas Yungas börjar i södra Bolivia och fortsätter in i Argentina. Detta område är en fuktig skogsregion mellan det torrare Gran Chaco i öster och den torra högbelägna grässlättsregionen Puna i väster.